# Milieu du Ciel
Dans l'astrologie, le point appelé Milieu du Ciel (MC en abrégé) est le point d'intersection vers le haut entre le méridien local et l'écliptique (qui est le cercle des signes servant de cercle-photo à l'instant pour lequel le thème astral est dressé). Lorsque le Soleil (lequel reste, par définition, tout le temps sur l'écliptique) passe au Méridien (donc au Milieu du Ciel), l'ombre est la plus courte de la journée.

## Astronomie
Le Milieu du Ciel étant sur l'écliptique, qui est généralement de biais par rapport à la verticale du lieu, il n'est généralement pas le point le plus élevé de l'écliptique pour le lieu et le moment où le thème astral est dressé. Ce dernier point, appelé point haut ou nonagésime, est toujours à 90 degrés comptés sur le cercle des signes de l'Ascendant et de son point opposé, le Descendant. Il ne faut pas non plus confondre le Milieu du Ciel avec le zénith, qui est à la verticale au-dessus de la tête. Le Milieu du Ciel étant sur le cercle des signes (l'écliptique), il peut être incliné par rapport à cette verticale.

## Astrologie
Le Milieu du Ciel est en fait le point où culmine le Soleil (assimilé symboliquement à la volonté) à midi vrai. Aussi le signe astrologique présent au Milieu du Ciel (et sa planète maîtresse) est-il censé représenter en astrologie un dénominateur de « réussite » au sens d'« individuation ». Selon André Barbault, il symbolise ce vers quoi l'être tend à s'élever
Le plan du Méridien local coupe le cercle des signes en deux points opposés par rapport au centre de la Terre: le Milieu du Ciel, qui est vers le haut, et le Fond du Ciel (assimilé en astrologie au sentiment maximum d'intériorité, donc à « nos origines, à notre fin, à notre géniteur et à notre foyer »), qui est vers le bas. Comme il s'agit d'un axe (Fond du Ciel/Milieu du Ciel), on considère que le Milieu du Ciel est la cuspide (pointe de maison) du secteur qui représente les objectifs sociaux (la X) du natif, en opposition à ses racines (la IV).
Dans la pratique, pour déterminer le point de l'écliptique qui se trouve au Milieu du Ciel, on convertit le temps sidéral pour le thème astral considéré en degrés d'ascension droite, puis on convertit ensuite ces degrés d'ascension droite en degrés de longitude écliptique. En revanche, il n'y a pas besoin de connaître la latitude du lieu pour déterminer le Milieu du Ciel (c'est la seule pointe de maison pour laquelle c'est le cas) : il suffit de connaître le temps sidéral.